# هودکوویتسه ناد موهلکوو
هودکوویتسه ناد موهلکوو (به چکی: Hodkovice nad Mohelkou) یک منطقهٔ مسکونی در جمهوری چک است که در ناحیه لیبرتس واقع شده‌است. هودکوویتسه ناد موهلکوو ۲٬۶۷۶ نفر جمعیت دارد.